# Kei Nishikori
Kei Nishikori (japanisch 錦織 圭 Nishikori Kei; * 29. Dezember 1989 in Matsue, Präfektur Shimane) ist ein japanischer Tennisspieler.

## Karriere
Kei Nishikori begann mit fünf Jahren mit dem Tennisspielen und qualifizierte sich am 17. Juli 2007 im Alter von 17 Jahren in Los Angeles erstmals für ein ATP-Turnier. Obwohl er in der ersten Runde Wesley Moodie unterlag, galt er als großes Talent. Seit dem 17. Oktober 2011 ist er der bestplatzierte Japaner aller Zeiten. Den Platz unter den ersten 20 der Weltrangliste erreichte Nishikori 2012 nach dem Einzug ins Viertelfinale der Australian Open, das er gegen Andy Murray verlor. Am 12. Mai 2014 zog er, als erster Japaner, mit Platz neun erstmals in die Top Ten der Weltrangliste ein.

### 2007
Als Finalist zweier Events des USTA Pro Circuit verlor Nishikori gegen Donald Young in Little Rock und Alex Bogomolov jr. in Carson. Zusammen mit Young gewann er jedoch den Doppeltitel in Little Rock. Außerdem spielte er mit dem dreifachen French-Open-Sieger Gustavo Kuerten in Miami, wo das Doppel allerdings in der ersten Runde ausschied. Nach seinem ATP-World-Tour-Debüt in Los Angeles qualifizierte er sich im Juli für die Indianapolis Tennis Championships. Dort bezwang er in der ersten Runde Alejandro Falla mit 6:4, 6:3 und feierte damit seinen ersten Sieg bei einem ATP-Turnier. Danach besiegte er Michael Berrer in drei Sätzen und war somit der jüngste Viertelfinalist in Indianapolis seit Boris Becker. Er verlor die Partie gegen Dmitri Tursunow. Bei seinem dritten ATP-Turnier in Washington, D.C. schied er in der zweiten Runde gegen Julien Benneteau aus. Auch sein Versuch, sich für die US Open zu qualifizieren, scheiterte. In Tokio erhielt er eine Wildcard und unterlag Zack Fleishman in der ersten Runde. Am 31. Dezember 2007 stand er auf Platz 286 der Weltrangliste. Außerdem erhielt er am Ende des Jahres den „Tokyo Sports Writers Club Award“.

### 2008
Im Februar 2008 qualifizierte sich Nishikori in Delray Beach, wo er sein erstes ATP-Finale erreichte und überraschend gegen James Blake gewann. Es war der erste ATP-Titel seit 16 Jahren für einen Japaner. Durch diesen Sieg verbesserte er sich auf Position 131 der Weltrangliste. Beim Sandplatzturnier auf den Bermudas feierte er am 27. April einen Turniersieg auf der ATP Challenger Tour. Sein Debüt in Wimbledon am 23. Juni gegen Marc Gicquel musste Nishikori wegen einer im Verlauf der Begegnung schlimmer werdenden Bauchmuskelverletzung vorzeitig abbrechen. Gicquel gewann das Spiel beim Stand von 4:6, 7:5 durch Aufgabe.
Danach spielte Nishikori für sein Land bei den Olympischen Spielen in Peking, wo er in der ersten Runde gegen Rainer Schüttler verlor.
Sein erster US-Open-Auftritt bei den Profis brachte ihn 2008 bis ins Achtelfinale. In Runde eins schlug er den an Position 29 gesetzten Juan Mónaco in vier Sätzen, dann den Weltranglisten-94. Roko Karanušić, der nach zwei verlorenen Sätzen aufgab. In der dritten Runde bezwang er in einem packenden Fünfsatzmatch sensationell den an Nummer 4 gesetzten David Ferrer. Die Achtelfinalpartie verlor er gegen den an Position 17 gesetzten Juan Martín del Potro in drei Sätzen. In Tokio erreichte er das Achtelfinale. In Stockholm stand er im Halbfinale, scheiterte dort allerdings an Robin Söderling.

### 2009 bis 2012
Zu Beginn der Saison 2009 erreichte er in Brisbane das Viertelfinale, musste sich dort aber Paul-Henri Mathieu mit 3:6, 4:6 geschlagen geben. Bei seinem Debüt bei den Australian Open verlor er in der ersten Runde gegen Jürgen Melzer. Anfang März spielte er an der Seite von Gō Soeda, Satoshi Iwabuchi und Takao Suzuki in der Partie gegen China für die japanische Davis-Cup-Mannschaft. Er gewann sein Einzel gegen Zhang Ze glatt in drei Sätzen und verhalf Japan zum Einzug ins Halbfinale gegen Usbekistan.
Aufgrund einer Ellenbogenverletzung musste er die Saison im März frühzeitig beenden, nach einem Jahr Pause gab er 2010 sein Comeback. In der Saison 2010 blieb er ohne Finalteilnahmen.
Der Durchbruch gelang Nishikori in der Saison 2011, als er mehrfach das Halbfinale, so zum Beispiel beim Shanghai Masters, und das Finale der Swiss Indoors Basel erreichte, nachdem er den damaligen Weltranglistenersten Novak Đoković ausgeschaltet hatte. Er verlor das Endspiel gegen Roger Federer mit 1:6, 3:6.
Nishikori kam 2012 bei den Australian Open bis ins Viertelfinale, in dem er sich jedoch Andy Murray klar mit 3:6, 3:6, 1:6 geschlagen geben musste. Auch bei den Olympischen Spielen erreichte er das Viertelfinale des Einzelwettbewerbs. Er verlor die Partie gegen Juan Martín del Potro. Im Doppel scheiterte er mit Gō Soeda bereits in der Auftaktrunde. Seinen zunächst größten Erfolg feierte er im Oktober mit dem Gewinn der Japan Open, als er als erster Japaner seit 40 Jahren dort triumphierte. Gegen Milos Raonic gewann Nishikori mit seinem vierten Matchball 7:6, 3:6 und 6:0. Im Jahr 2013 folgte mit dem Sieg in Memphis der zweite Titel bei einem Turnier der Kategorie ATP World Tour 500.

### 2014 bis 2019: Etablierung in den Top Ten und Grand-Slam-Finale

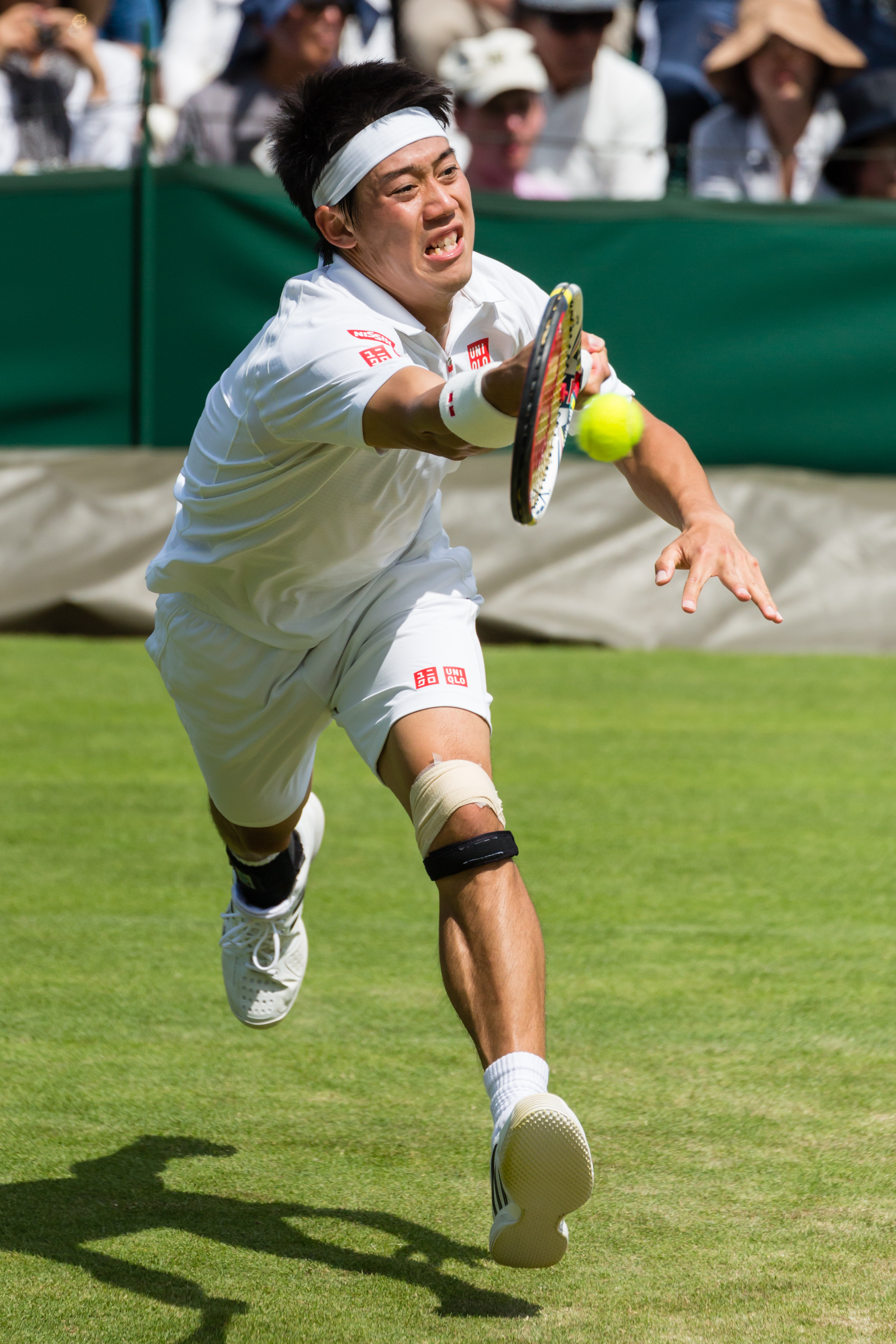
Nishikori 2013 beim Wimbledon-Turnier

Nach Turniersiegen in Memphis und Barcelona sowie der Finalteilnahme in Madrid, seiner ersten bei einem Masters, zog Kei Nishikori erstmals in die Top Ten der Weltrangliste ein. Am 12. Mai 2014 wurde er auf Rang neun notiert. Seinen größten Karriereerfolg feierte er bei den US Open, als er nach Siegen über Milos Raonic, Stanislas Wawrinka und den Weltranglistenersten Novak Đoković als erster Japaner das Finale eines Grand Slams erreichte. Dieses verlor er gegen Marin Čilić mit 3:6, 3:6 und 3:6. Nach den US Open sammelte er zwei weitere Titel: Er gewann das Turnier in Kuala Lumpur und anschließend zum zweiten Mal nach 2012 den Titel in Tokio. Im Finale besiegte er dabei Milos Raonic. Kei Nishikori qualifizierte sich aufgrund der erfolgreichen Saison für die ATP World Tour Finals, wo er nach Siegen über Andy Murray und David Ferrer das Halbfinale erreichte. In diesem unterlag er Novak Đoković in drei Sätzen. Kei Nishikori wurde 2014 zu Japans Sportler des Jahres gewählt.
Die Saison 2015 startete er mit dem Viertelfinaleinzug bei den Australian Open. Im Anschluss gewann er zum nunmehr dritten Mal in Folge das Turnier in Memphis. Im weiteren Saisonverlauf konnte er noch die Turniere in Barcelona, wo er seinen Titel verteidigte, und das Turnier in Washington, D.C. für sich entscheiden. Bei den French Open erreichte er das Viertelfinale, das er gegen Jo-Wilfried Tsonga in fünf Sätzen verlor, in Wimbledon und bei den US Open schied er jeweils früh aus. 2016 war Nishikori wieder etwas erfolgreicher bei großen Turnieren. Er erreichte in Melbourne das Viertelfinale gegen Đoković, wo er in drei Sätzen ausschied, bei den US Open schied er gegen den späteren Turniersieger Stan Wawrinka im Halbfinale in vier Sätzen aus. Bei Masters-Turnieren erreichte er in Miami und in Toronto die Endspiele, die er jeweils gegen Novak Đoković in zwei Sätzen verlor. Dazu kommen zwei weitere Halbfinals in Madrid und Rom. Auch bei den ATP World Tour Finals erreichte er das Halbfinale, wo er ebenfalls Đoković unterlag. Zuvor setzte er sich in der Gruppe gegen Stan Wawrinka und Marin Čilić durch. Die Saison beendete er auf dem fünften Rang der Weltrangliste.
2017 war Nishikori auch aufgrund einer Handverletzung weniger erfolgreich. Bei keinem der großen Turniere konnte er das Halbfinale erreichen. Unter anderem scheiterte er bei den Australian Open im Achtelfinale am späteren Turniersieger Roger Federer in fünf Sätzen mit 7:6, 1:6, 4:6, 6:4, 3:6. Nur bei den French Open erreichte er das Viertelfinale, wo er Andy Murray in vier Sätzen unterlag. Kurz vor der nordamerikanischen Hartplatzsaison gab er bekannt, dass die Saison für ihn beendet sei. So fiel er erstmals seit 2014 aus den Top 20 der Weltrangliste.
2018 gab er sein Comeback auf der Tour beim neuen Turnier in New York, wo er im Halbfinale Kevin Anderson im Tiebreak des dritten Satzes unterlag. Im April erreichte er das Finale beim Monte-Carlo Masters, verlor jedoch auch sein viertes Masters-Finale gegen Rafael Nadal mit 3:6 und 2:6. Bei den US Open erreichte Nishikori zum dritten Mal das Halbfinale, wo erneut Novak Đoković die Endstation war. Am Ende der Saison qualifizierte er sich erneut für die ATP Finals, wo er in seinem Auftaktmatch Roger Federer in zwei Sätzen bezwang, jedoch die nächsten zwei Begegnungen gegen Kevin Anderson und Dominic Thiem verlor. So konnte Nishikori die Saison mit Platz neun wieder in den Top Ten beenden.
Zu Beginn der Saison 2019 gewann er das Turnier in Brisbane in drei Sätzen gegen Daniil Medwedew und beendete damit seine Durststrecke von neun Finalniederlagen in Serie, die seit April 2016 anhielt. Bei den Australian Open stand er zum vierten Mal im Viertelfinale, gab jedoch gegen Novak Đoković Mitte des zweiten Satzes aufgrund von Oberschenkelproblemen auf. Drei Wochen später kam er in Rotterdam bis ins Halbfinale, wo er jedoch gegen Wawrinka ausschied. Im Halbfinale von Barcelona scheiterte er an Daniil Medwedew in drei Sätzen. Im weiteren Saisonverlauf erreichte er in Rom, bei den French Open und in Wimbledon jeweils das Viertelfinale. Nach den US Open beendete er seine Saison, da er sich aufgrund einer Ellbogenverletzung, die sich seit den French Open bemerkbar machte, operieren ließ. In der Folge fiel er aus den Top 10 der Weltrangliste heraus.

### Seit 2020: Turnierpausen und Comebackversuche
Im Jahr 2020 spielte Nishikori nur vier Turniere im September, bei denen er jeweils in der ersten oder zweiten Runde ausschied. Im März des Folgejahres erreichte Nishikori in Rotterdam und Dubai jeweils das Viertelfinale. Auch bei den olympischen Sommerspielen in seinem Heimatland kam er nicht über das Viertelfinale hinaus. Sein bestes Turnierergebnis hatte er in Washington, wo er sich im Halbfinale Mackenzie McDonald geschlagen geben musste. Sein letztes Turnier spielte er im Oktober in Indian Wells.
Nach einer Hüftoperation zu Beginn des Jahres 2022 wollte Nishikori im Sommer wieder auf der Tour antreten. Doch in dieser Saison spielte er kein einzige Turnier. Zu Beginn des Jahres 2023 verstauchte er sich den Knöchel, worauf jedoch auch eine langwierige Genesungsphase folgte. Sein erstes Turnier seit 2021 spielte Nishikori im Juni 2023 beim Challenger in Palmas del Mar, wo er direkt den Titel holte. Sein erstes Turnier auf der ATP Tour spielte er in Atlanta, wo er nach zwei Siegen im Viertelfinale gegen Taylor Fritz eine Niederlage einstecken musste. Wegen einer Knieverletzung musste er in den darauf folgenden Wochene mehrere Turniere, unter anderem die US Open, absagen.
Mitte März 2024 kehrte Nishikori beim Turnier in Miami zurück auf die Tour. In der ersten Runde unterlag er dort Sebastian Ofner.

## Erfolge
| Legende (Anzahl der Siege)                     |
| Grand Slam                                     |
| ATP Finals                                     |
| ATP Masters Series ATP Tour Masters 1000       |
| ATP International Series Gold ATP Tour 500 (6) |
| ATP International Series ATP Tour 250 (6)      |
| ATP Challenger Tour (9)                        |

| Titel nach Belag |
| Hartplatz (10)   |
| Sand (2)         |
| Rasen (0)        |

### Einzel

#### Turniersiege

##### ATP Tour

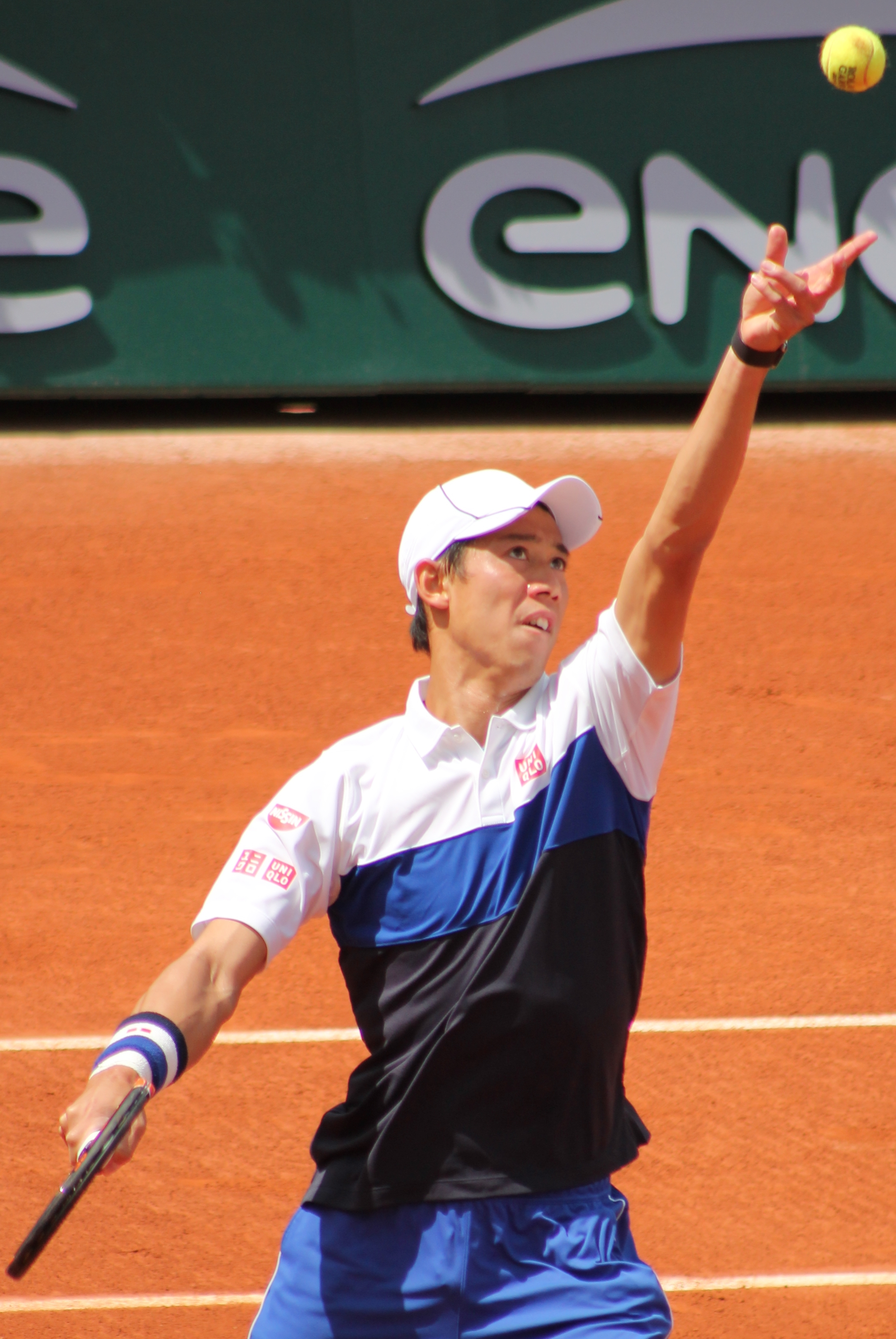
Nishikori beim Aufschlag

| Nr. | Datum              | Turnier       | Belag         | Finalgegner      | Ergebnis       |
| --- | ------------------ | ------------- | ------------- | ---------------- | -------------- |
| 1.  | 17. Februar 2008   | Delray Beach  | Hartplatz     | James Blake      | 3:6, 6:1, 6:4  |
| 2.  | 7. Oktober 2012    | Tokio (1)     | Hartplatz     | Milos Raonic     | 7:65, 3:6, 6:0 |
| 3.  | 24. Februar 2013   | Memphis (1)   | Hartplatz (i) | Feliciano López  | 6:2, 6:3       |
| 4.  | 16. Februar 2014   | Memphis (2)   | Hartplatz (i) | Ivo Karlović     | 6:4, 7:60      |
| 5.  | 27. April 2014     | Barcelona (1) | Sand          | Santiago Giraldo | 6:2, 6:2       |
| 6.  | 28. September 2014 | Kuala Lumpur  | Hartplatz (i) | Julien Benneteau | 7:64, 6:4      |
| 7.  | 5. Oktober 2014    | Tokio (2)     | Hartplatz     | Milos Raonic     | 7:65, 4:6, 6:4 |
| 8.  | 15. Februar 2015   | Memphis (3)   | Hartplatz (i) | Kevin Anderson   | 6:4, 6:4       |
| 9.  | 26. April 2015     | Barcelona (2) | Sand          | Pablo Andújar    | 6:4, 6:4       |
| 10. | 9. August 2015     | Washington    | Hartplatz     | John Isner       | 4:6, 6:4, 6:4  |
| 11. | 14. Februar 2016   | Memphis (4)   | Hartplatz (i) | Taylor Fritz     | 6:4, 6:4       |
| 12. | 6. Januar 2019     | Brisbane      | Hartplatz     | Daniil Medwedew  | 6:4, 3:6, 6:2  |

##### ATP Challenger Tour
| Nr. | Datum             | Turnier        | Belag         | Finalgegner        | Ergebnis       |
| --- | ----------------- | -------------- | ------------- | ------------------ | -------------- |
| 1.  | 27. April 2008    | Bermuda        | Sand          | Viktor Troicki     | 2:6, 7:5, 7:65 |
| 2.  | 9. Mai 2010       | Savannah       | Sand          | Ryan Sweeting      | 6:4, 6:0       |
| 3.  | 15. Mai 2010      | Sarasota       | Sand          | Brian Dabul        | 2:6, 6:3, 6:4  |
| 4.  | 15. August 2010   | Binghamton     | Hartplatz     | Robert Kendrick    | 6:3, 7:64      |
| 5.  | 14. November 2010 | Knoxville      | Hartplatz (i) | Robert Kendrick    | 6:1, 6:4       |
| 6.  | 3. Februar 2018   | Dallas         | Hartplatz (i) | Mackenzie McDonald | 6:1, 6:4       |
| 7.  | 18. Juni 2023     | Palmas del Mar | Hartplatz     | Michael Zheng      | 6:2, 7:5       |
| 8.  | 10. November 2024 | Helsinki       | Hartplatz (i) | Luca Nardi         | 3:6, 6:4, 6:1  |

#### Finalteilnahmen
| Nr. | Datum             | Turnier      | Belag         | Finalgegner          | Ergebnis              |
| --- | ----------------- | ------------ | ------------- | -------------------- | --------------------- |
| 1.  | 10. April 2011    | Houston      | Sand          | Ryan Sweeting        | 4:6, 6:73             |
| 2.  | 6. November 2011  | Basel (1)    | Hartplatz (i) | Roger Federer        | 1:6, 3:6              |
| 3.  | 11. Mai 2014      | Madrid       | Sand          | Rafael Nadal         | 6:2, 4:6, 0:3 Aufgabe |
| 4.  | 8. September 2014 | US Open      | Hartplatz     | Marin Čilić          | 3:6, 3:6, 3:6         |
| 5.  | 1. März 2015      | Acapulco     | Hartplatz     | David Ferrer         | 3:6, 5:7              |
| 6.  | 3. April 2016     | Miami        | Hartplatz     | Novak Đoković        | 3:6, 3:6              |
| 7.  | 24. April 2016    | Barcelona    | Sand          | Rafael Nadal         | 4:6, 5:7              |
| 8.  | 31. Juli 2016     | Toronto      | Hartplatz     | Novak Đoković        | 3:6, 5:7              |
| 9.  | 30. Oktober 2016  | Basel (2)    | Hartplatz (i) | Marin Čilić          | 1:6, 6:75             |
| 10. | 8. Januar 2017    | Brisbane     | Hartplatz     | Grigor Dimitrow      | 2:6, 6:2, 3:6         |
| 11. | 19. Februar 2017  | Buenos Aires | Sand          | Oleksandr Dolhopolow | 6:74, 4:6             |
| 12. | 22. April 2018    | Monte Carlo  | Sand          | Rafael Nadal         | 3:6, 2:6              |
| 13. | 7. Oktober 2018   | Tokio        | Hartplatz     | Daniil Medwedew      | 2:6, 4:6              |
| 14. | 28. Oktober 2018  | Wien         | Hartplatz (i) | Kevin Anderson       | 3:6, 6:73             |
| 15. | 5. Januar 2025    | Hongkong     | Hartplatz     | Alexandre Müller     | 6:2, 1:6, 3:6         |

### Doppel

#### Turniersiege
| Nr. | Datum        | Turnier | Belag     | Partner      | Finalgegner                     | Ergebnis |
| --- | ------------ | ------- | --------- | ------------ | ------------------------------- | -------- |
| 1.  | 1. Juni 2008 | Izmir   | Hartplatz | Jesse Levine | Nathan Thompson Danai Udomchoke | 6:1, 7:5 |

#### Finalteilnahmen
| Nr. | Datum           | Turnier  | Belag     | Partner              | Finalgegner             | Ergebnis  |
| --- | --------------- | -------- | --------- | -------------------- | ----------------------- | --------- |
| 1.  | 11. Januar 2015 | Brisbane | Hartplatz | Oleksandr Dolhopolow | Jamie Murray John Peers | 3:6, 6:74 |

## Bilanz

### Einzel
| Turnier                      | 2025              | 2024              | 2023              | 2022              | 2021              | 2020              | 2019              | 2018              | 2017              | 2016              | 2015              | 2014              | 2013              | 2012              | 2011              | 2010              | 2009              | 2008              | 2007              | 2006              | Gesamt  |
| ---------------------------- | ----------------- | ----------------- | ----------------- | ----------------- | ----------------- | ----------------- | ----------------- | ----------------- | ----------------- | ----------------- | ----------------- | ----------------- | ----------------- | ----------------- | ----------------- | ----------------- | ----------------- | ----------------- | ----------------- | ----------------- | ------- |
| Australian Open              | 2R                | –                 | –                 | –                 | 1R                | –                 | VF                | –                 | AF                | VF                | VF                | AF                | AF                | –                 | 3R                | –                 | 1R                | –                 | –                 | –                 | VF      |
| French Open                  | –                 | 2R                | –                 | –                 | AF                | 2R                | VF                | AF                | VF                | AF                | VF                | 1R                | AF                | VF                | 1R                | 2R                | –                 | 2Q                | –                 | –                 | VF      |
| Wimbledon                    | –                 | 1R                | –                 | –                 | 2R                | n. a.             | VF                | VF                | 3R                | AF                | 2R                | AF                | 3R                | 3R                | 1R                | 1R                | –                 | 1R                | –                 | –                 | VF      |
| US Open                      |                   | –                 | –                 | –                 | 3R                | –                 | 3R                | HF                | –                 | HF                | 1R                | F                 | 1R                | 3R                | 1R                | 3R                | –                 | AF                | 2Q                | –                 | F       |
| ATP Finals                   |                   | –                 | –                 | –                 | –                 | –                 | –                 | RR                | –                 | HF                | RR                | HF                | –                 | –                 | –                 | –                 | –                 | –                 | –                 | –                 | HF      |
| Indian Wells Masters         | 2R                | –                 | –                 | –                 | 2R                | n. a.             | 3R                | –                 | VF                | VF                | AF                | 3R                | 3R                | 2R                | 1R                | –                 | 1R                | 1R                | –                 | –                 | VF      |
| Miami Masters                | –                 | 1R                | –                 | –                 | 3R                | n. a.             | 2R                | 3R                | VF                | F                 | VF                | HF                | AF                | AF                | 2R                | –                 | –                 | 1R                | –                 | –                 | F       |
| Monte Carlo Masters          | –                 | –                 | –                 | –                 | –                 | n. a.             | 2R                | F                 | –                 | –                 | –                 | –                 | –                 | AF                | –                 | –                 | –                 | –                 | –                 | –                 | F       |
| Madrid Masters               | 2R                | –                 | –                 | –                 | 2R                | n. a.             | 3R                | 1R                | VF                | HF                | HF                | F                 | VF                | –                 | 1R                | –                 | –                 | –                 | –                 | –                 | F       |
| Rom Masters                  | –                 | –                 | –                 | –                 | 3R                | 2R                | VF                | VF                | AF                | HF                | VF                | –                 | 2R                | –                 | 2Q                | –                 | –                 | –                 | –                 | –                 | HF      |
| Hamburg Masters1             | nicht ausgetragen | nicht ausgetragen | nicht ausgetragen | nicht ausgetragen | nicht ausgetragen | nicht ausgetragen | nicht ausgetragen | nicht ausgetragen | nicht ausgetragen | nicht ausgetragen | nicht ausgetragen | nicht ausgetragen | nicht ausgetragen | nicht ausgetragen | nicht ausgetragen | nicht ausgetragen | nicht ausgetragen | –                 | –                 | –                 | —       |
| Kanada Masters               |                   | VF                | –                 | –                 | 2R                | n. a.             | 2R                | 1R                | 2R                | F                 | HF                | –                 | AF                | 2R                | –                 | –                 | –                 | –                 | 1Q                | –                 | F       |
| Cincinnati Masters           |                   | –                 | –                 | –                 | –                 | –                 | 2R                | 2R                | –                 | AF                | –                 | –                 | 1R                | AF                | 1R                | –                 | –                 | –                 | –                 | –                 | AF      |
| Shanghai Masters             |                   | 2R                | –                 | nicht ausgetragen | nicht ausgetragen | nicht ausgetragen | –                 | VF                | –                 | –                 | AF                | 2R                | AF                | 2R                | HF                | 1Q                | –                 | nicht ausgetragen | nicht ausgetragen | nicht ausgetragen | HF      |
| Paris Masters                |                   | –                 | –                 | –                 | –                 | –                 | –                 | VF                | –                 | AF                | AF                | HF                | AF                | AF                | 1R                | –                 | –                 | –                 | –                 | –                 | HF      |
| Olympische Spiele            | n. a.             | 1R                | n. a.             | n. a.             | VF                | nicht ausgetragen | nicht ausgetragen | nicht ausgetragen | nicht ausgetragen | B                 | nicht ausgetragen | nicht ausgetragen | nicht ausgetragen | VF                | nicht ausgetragen | nicht ausgetragen | nicht ausgetragen | 1R                | n. a.             | n. a.             | 0       |
| Davis Cup                    |                   | WG                | –                 | –                 | –                 | n. a.             | –                 | –                 | –                 | WG                | WG                | VF                | WG                | K1                | WG                | –                 | K1                | K1                | –                 | –                 | VF      |
| Turnierteilnahmen4           | 1                 | 9                 | 1                 | 0                 | 15                | 4                 | 6                 | 20                | 14                | 20                | 19                | 18                | 20                | 19                | 22                | 9                 | 6                 | 12                | 5                 | 0                 | 230     |
| Erreichte Finals             | 1                 | 0                 | 0                 | 0                 | 0                 | 0                 | 1                 | 3                 | 2                 | 5                 | 4                 | 6                 | 1                 | 1                 | 2                 | 0                 | 0                 | 1                 | 0                 | 0                 | 27      |
| Gewonnene Einzel-Titel       | 0                 | 0                 | 0                 | 0                 | 0                 | 0                 | 1                 | 0                 | 0                 | 1                 | 3                 | 4                 | 1                 | 1                 | 0                 | 0                 | 0                 | 1                 | 0                 | 0                 | 12      |
| Hartplatz-Siege/-Niederlagen | 4:1               | 7:6               | 2:1               | 0:0               | 17:11             | 0:0               | 15:8              | 27:14             | 15:6              | 41:16             | 35:11             | 39:10             | 26:13             | 23:11             | 26:14             | 2:5               | 3:6               | 13:7              | 3:5               | 0:0               | 298:146 |
| Sand-Siege/-Niederlagen      | 0:0               | 1:2               | 0:0               | 0:0               | 7:4               | 2:4               | 10:5              | 11:5              | 12:5              | 13:4              | 15:3              | 10:2              | 8:4               | 7:4               | 7:5               | 1:1               | 0:0               | 0:1               | 0:0               | 0:0               | 104:49  |
| Rasen-Siege/-Niederlagen     | 0:0               | 0:1               | 0:0               | 0:0               | 2:2               | 0:0               | 4:1               | 5:2               | 3:2               | 4:1               | 4:2               | 5:2               | 2:2               | 7:3               | 3:3               | 0:3               | 0:0               | 3:4               | 0:0               | 0:0               | 42:27   |
| Teppich-Siege/-Niederlagen   | nicht genutzt     | nicht genutzt     | nicht genutzt     | nicht genutzt     | nicht genutzt     | nicht genutzt     | nicht genutzt     | nicht genutzt     | nicht genutzt     | nicht genutzt     | nicht genutzt     | nicht genutzt     | nicht genutzt     | nicht genutzt     | nicht genutzt     | nicht genutzt     | nicht genutzt     | 0:0               | 0:0               | 0:0               | 1:0     |
| Gesamt-Siege/-Niederlagen4   | 4:1               | 8:9               | 2:1               | 0:0               | 26:17             | 2:4               | 13:5              | 43:21             | 30:13             | 58:21             | 54:16             | 54:14             | 36:19             | 37:18             | 36:22             | 3:9               | 4:6               | 16:12             | 3:5               | 0:0               | 445:222 |
| Jahresendposition            |                   | 106               | 352               | –                 | 47                | 41                | 13                | 9                 | 22                | 5                 | 8                 | 5                 | 17                | 19                | 25                | 98                | 409               | 63                | 241               | 603               | N/A     |

Zeichenerklärung: S = Turniersieg; F, HF, VF, AF = Einzug ins Finale / Halbfinale / Viertelfinale / Achtelfinale; 1R, 2R, 3R = Ausscheiden in der 1. / 2. / 3. Hauptrunde; RR = Round Robin (Gruppenphase);
PO = Playoff (Auf- und Abstiegsrunde in der Davis-Cup-Weltgruppe); n. a. = Turnier wurde in dem Jahr nicht ausgetragen
1 Das Turnier von Hamburg ist seit 2009 nicht mehr Teil der Masters-Serie.

2 Das Turnier von Stockholm fand nur von 1990 bis 1995 als Masters-Turnier statt.

3 Das Turnier von Stuttgart fand 1995 einmal in Essen statt und war davor nicht Teil der Masters-Serie.

4 Hier gelten nur – wie auch bei bei Finalteilnahmen und gewonnenen Titeln – Turniere der ATP Tour sowie die vier Grand-Slam-Turniere und die ATP Finals; d. h. keine Challenger- und Future-Turniere oder Mannschaftswettbewerbe (Davis Cup oder World Team Cup).
4 Letztere zählen jedoch in den Sieg/Niederlagen-Statistiken rein. Kurzfristige Rücktritte vom Match zählen weder zu den Turnierteilnahmen (wenn in der ersten Runde) noch zur Siegesbilanz.

Stand: 6. Januar 2025